# Elecciones parlamentarias de Estonia de 1929
Las elecciones parlamentarias de Estonia de 1929 se celebraron entre el 11 y el 13 de mayo de ese año. 

## Resultados
| Partido                            | Partido                                                      | Votos   | %      | Escaños | +/–   |
| ---------------------------------- | ------------------------------------------------------------ | ------- | ------ | ------- | ----- |
|                                    | Partido Socialista Obrero Estonio                            | 121.024 | 23,97  | 25      | +1    |
|                                    | Asambleas de Granjeros                                       | 116.715 | 23,11  | 24      | +1    |
|                                    | Partido de los Colonos                                       | 69.069  | 13,68  | 14      | 0     |
|                                    | Partido Laborista de Estonia                                 | 51.527  | 10,20  | 10      | –3    |
|                                    | Partido Popular Estonio                                      | 45.033  | 8,92   | 9       | +1    |
|                                    | Partido de los Trabajadores de Estonia                       | 31.094  | 6,16   | 6       | 0     |
|                                    | Partido Popular Cristiano                                    | 20.863  | 4,13   | 4       | –1    |
|                                    | Partido Balto-Alemán-Liga del Pueblo Sueco                   | 16.235  | 3,21   | 3       | +1    |
|                                    | Partido de los Terratenientes                                | 14.627  | 2,90   | 3       | +1    |
|                                    | Unión Nacional Rusa en Estonia                               | 12.797  | 2,53   | 2       | –1    |
|                                    | Trabajadores, inquilinos, pescadores y pequeños agricultores | 6.012   | 1,19   | 0       | Nuevo |
| Total                              | Total                                                        | 504.996 | 100,00 | 100     | 0     |
|                                    |                                                              |         |        |         |       |
| Votos válidos                      | Votos válidos                                                | 504.996 | 99,39  |         |       |
| Votos inválidos/ en blanco         | Votos inválidos/ en blanco                                   | 3.110   | 0,61   |         |       |
| Votos totales                      | Votos totales                                                | 508.106 | 100,00 |         |       |
| Votantes registrados/participación | Votantes registrados/participación                           | 733.250 | 69,30  |         |       |
| Fuente: Nohlen & Stöver            |                                                              |         |        |         |       |